# Heidi Schanz
Heidi Natasha Schanz (* 30. März 1971 in Los Angeles, Kalifornien) ist eine US-amerikanische Schauspielerin und Model.

## Leben
Heidi Schanz arbeitete als Model und hatte, relativ unbemerkt vom Publikum, kleinere Rollen in Filmen, bis sie die Angebote erhielt, in den Filmen Sieben und Die Truman Show mitzuspielen. Bekannt wurde sie schließlich aber vor allem durch ihre Hauptrolle als TV-Reporterin Erin Young, an der Seite von Action-Darsteller Jean-Claude Van Damme, in Universal Soldier – Die Rückkehr. 

## Filmografie (Auswahl)
- 1995: Body Language
- 1995: Sieben (Se7en)
- 1995: Virtuosity
- 1996: Vatertag – Ein guter Tag zum Sterben (Underworld)
- 1997: … denn zum Küssen sind sie da (Kiss the Girls)
- 1998: Die Truman Show (The Truman Show)
- 1998: Mixing Nia
- 1999: Kreuzfahrtschiff auf Todeskurs (Final Voyage)
- 1999: Maura – Sexuelle Fantasien (Shame, Shame, Shame)
- 1999: Universal Soldier – Die Rückkehr (Universal Soldier: The Return)
- 2001: When Billie Beat Bobby (Fernsehfilm)
- 2003: Sol Goode